# Nanda (Maharashtra)
Nanda es una ciudad censal situada en el distrito de Chandrapur en el estado de Maharashtra (India). Su población es de 9378 habitantes (2011). 

## Demografía
Según el censo de 2011 la población de Nanda era de 9378 habitantes, de los cuales 4901 eran hombres y 4477 eran mujeres. Nanda tiene una tasa media de alfabetización del 82,77%, superior a la media estatal del 82,34%: la alfabetización masculina es del 87,07%, y la alfabetización femenina del 78,09%.